# Øivind Eckhoff
Pour les articles homonymes, voir Eckhoff.
Øivind Eckhoff (né le 13 janvier 1916 à Kristiania, décédé le 21 janvier 2001 à Oslo) est un pianiste et musicologue norvégien. En 1957 il publia le premier livre d'importance en Norvège sur l'homosexualité.

## Famille
Il est le fils de Lorentz Eckhoff (1884–1974), professeur et historien de la littérature, et d'Halldis Bomhoff (1885–1963). Il fut le concubin d'Arne Heli, sociologue, entre 1949–66.

## Vie professionnelle et activités musicales
Eckhoff a été professeur de musicologie à l'Université d'Oslo de 1965 à 1983 et reconnu comme un professeur de musique accompli.
Il a commencé à jouer du piano à l'âge de sept ans. Son premier récital, qu'il tenait à Oslo,date du 30 novembre 1945. Il obtint son diplôme de professeur de musique au Conservatoire de Musique de Copenhague en 1953. De 1942 à 1960, il a été attaché au Riefling Piano Institut où il a enseigné le piano et s'est produit à de nombreuses reprises sur la radio nationale norvégienne NRK.

## Vi som føler annerledes
Øivind Eckhoff s'est également impliqué dans la lutte pour la libération des homosexuels. Il participa à la création du mouvement norvégien DNF-48 et siégea un temps à la direction. 
En 1957, il publie Vi som føler annerledes. Homoseksualiteten og samfunnet – Nous qui nous sentons différents. Homosexualité et société. Un livre de 342 pages où il tente d'une part d'expliquer les causes de l'homosexualité et d'autre part la situation des homosexuels dans la société et leur place naturelle. Le livre a été publié sous le pseudonyme Finn Grodal. Ce fut non seulement le premier livre d'importance en Norvège sur l'homosexualité, mais il fut aussi le déclencheur d'un débat dans la presse norvégienne et la société. 

## Écrits sur la musique
- Johan Svendsens Symfoni nr 1 i D-dur. Et tidlig vitnesbyrd om vesentlige trekk ved hans egenart som komponist, mag.avh. UiO, 1965 (

Johan Svendsen la Symphonie n ° 1 en ré majeur. Une marque importante au début de sa vie de compositeur)
- Sang fra bladet. Elementærkurs i hørelære med grunndrag av musikklæren, 1959 (Chanson du journal. Cours élémentaires de formation de l'oreille avec les bases de l'enseignement de la musique)
- The enigma of 'Haydn's opus 3, i Studia musicologica Norvegica,nr. 4, 1978 (L'énigme de l'opus 3 de Haydn)

## Œuvres musicales pour piano
- Kadenser til Mozarts klaverkonsert i d-moll, 1947
- Alvor – 6 klaverstykker, 1997
- Kraft og fred – 7 klaverstykker, 1997